# Оберлангенег
Оберлангенег (нем. Oberlangenegg) — коммуна в Швейцарии, в кантоне Берн.
Входит в состав округа Тун. Население составляет 508 человек (на 31 декабря 2006 года). Официальный код — 935.